# Longmen, Anhui
Longmen är en socken i östra Kina. Den ligger i stadsdistriktet Huangshan i staden Huangshan i provinsen Anhui, omkring 180 kilometer sydost om provinshuvudstaden Hefei. Antalet invånare är 3 644. Befolkningen består av 1 601 kvinnor och 2 043 män. Barn under 15 år utgör 8,0 %, vuxna 15-64 år 75 %, och äldre över 65 år 15,0 %.